# ستريت فايتر (لعبة فيديو)
ستريت فايتر هي لعبة آركيد قتالية و هي أول لعبة من سلسلة ستريت فايتر صدرت في أغسطس من العام 1987 بواسطة شركة كابكوم .

## الشخصيات
- ريو (ستريت فايتر)
- كين
- غين
- Birdie
- إيغل
- أدون
- ساغات
- راتسو
- Geki
- جو
- مايك
- لي

## وصلات خارجية
- ستريت فايتر على موقع IMDb (الإنجليزية)

- Street Fighter guide في موقع ستراتيجي ويكي
- Street Fighter على موقع القائمة القاتلة لألعاب الفيديو
- Street Fighter Eternal Challenge Artwork and Book Summary
- Street Fighter (I) art at FightingStreet.com